# Fazenda Cajuru
A Fazenda Cajuru é uma propriedade rural localizada no município de Lages, no antigo caminho das tropas, eixo econômico que propiciou o surgimento de fazendas que realizavam a criação de animais comercializados com os tropeiros.
Construída em 1850, seguia características da época, com um conjunto arquitetônico: casa principal, jardim, galpão e mangueiras. A casa principal possui aposentos, alcovas, sala de jantar e cozinha, além de pinturas murais em suas paredes. As portas e forros no interior da casa são ricamente ornamentados.
Tombada na esfera estadual, os projetos de Restauro e Complementares foram realizados em 2009, a partir de recursos provenientes do IPHAN/SC.